# Vikings: War of Clans
Vikings: War of Clans est un jeu vidéo de stratégie en temps réel massivement multijoueur développé et publié par Plarium. Le jeu est publié sur le modèle d'un free-to-play avec microtransactions.
Le jeu a été lancé sur le Google Play Store et l'App Store le 10 août 2015 et sur l'Amazon Appstore le 10 décembre 2015. Le 19 octobre 2016, la version de bureau du jeu a été publiée sur Facebook, et le 15 janvier 2017 la version par navigateur est apparue sur le portail officiel de la société.

## Système de jeu
Vikings: War of Clans est un jeu en ligne massivement multijoueur. Dans le jeu, les joueurs doivent coopérer pour créer leur propre Clan. Chaque Clan possède une hiérarchie décisionnelle.
Les joueurs peuvent former des groupes, unis par un nom de Clan unique, un blason, des statuts et une structure de gestion. Les joueurs peuvent créer des Clans pour atteindre des buts collectifs comme s'emparer du Centre du Pouvoir, prendre part à des Compétitions claniques, et aider d'autres membres de Clan à se développer.
Pour créer le jeu, l'équipe de développement a utilisé des informations provenant d'articles et d'ouvrages basés sur l'histoire de la péninsule scandinave et de films et séries télévisées retraçant les marches guerrières et la vie quotidienne des Vikings.

## Accueil

### Critiques
Bien que le jeu soit gratuit, il propose de nombreuses microtransactions, qui déséquilibrent fortement le jeu en faveur des joueurs prêts à dépenser de l'argent.